# التارف
التارف (به فرانسوی: Altorf) یک کمون در فرانسه است که در Canton of Molsheim واقع شده‌است.

## خصوصیات
التارف ۱۰٫۱۹ کیلومترمربع مساحت و ۱٬۲۴۲ نفر جمعیت دارد.